# Džajatirtha
Sri Jayatirtha (Śrī Jaya-tīrtha) ali Jayateertharu, znan tudi kot Teekacharya (okoli leta 1345 do okoli leta 1388), je bil hindujski filozof, polemik, dialektik in šesti vrhovni svečenik Madhvacharya Peetha (1365 – 1388).
Velja za enega najpomembnejših vidcev v zgodovini miselne šole Dvaita zaradi njegovih razlag o delih Madhvacharye. Zaslužen je za strukturiranje filozofskih vidikov Dvaite, kar ga s svojimi polemičnimi deli povzdigne v enakovreden položaj s sodobnimi miselnimi šolami (Dasgupta 1991, str. viii). Skupaj z Madhva in Vyasatirtha je bil čaščen kot eden izmed treh velikih duhovnih modrecev.   
Rojen v aristokratski družini indijske verske sekte Deshastha Rigvedi (Sharma 2000, str. 247.), je kasneje sprejel smer Dvaita po srečanju s svetnikom Madhva po imenu Akshobhya Tirtha (d. 1365). Sestavil je 22 del, ki vključujejo komentarje na dela Madhve in več samostojnih razprav, ki kritizirajo načela sodobnih šol, zlasti Advaite, hkrati pa je razvijal misel Dvaite. Njegova dialektična spretnost in logična pronicljivost sta mu prinesla odlikovanje Ṭīkacārye.

## Biografija
Zgodovinski viri o Jayatirthinem življenju so redki (Sharma 2000, str. 246.). Večina informacij o njegovem življenju izhaja iz dveh hagiografij, Aṇu Jayatīrtha Vijaya in Bṛhad Jayatīrtha Vijaya njegovega učenca Vyāsatirtha, in kompilacije Chalāri Saṁkarṣaṇacārya (Dalal 2010, str. 178). Rodil se je kot Dhoṇḍu Pant Raghunath v rodu brahmanov Deshpande. Kraj njegovega rojstva je dodeljen bodisi mestu Mangalwedha ali pa mestu Manyakheta (Dalal 2010, str. 178). Glede na hagiografije je bil njegov oče, Raghunātha Rāya, pomemben plemič, kar je omogočalo Jayatirthi, da je brezskrbno odraščal v izobilju. (Sharma 2000, str. 247.). Pri dvajsetih letih je po naključnem srečanju z asketom Akshobhya Tīrtha na bregu reke Kagina ali reke Bhima doživel preobrazbo, zaradi katere se je odrekel svojemu prejšnjemu življenju, vendar ne brez odpora svoje družine. Po veliko posvetovanja, se njegova družina vdala in nato ga je Akshobhya Tirtha uvedel v smer Dvaite in ga poimenoval Jayatīrtha ( Sharma 2000, str. 248. ). Jayatirtha je leta 1365 nasledil Akshobhyo kot vrhovnega svečenika in ga postopoma tudi presegel. Njegovo življenje se je končalo na bregu reke Kāgiṇī v Malakheḍi (ali Mānyakheṭi).

## Delo
Jayatirthi je bilo akreditiranih 22 del, od katerih jih je 18 komentarjev na dela Madhvacharye (Sharma 2000, str. 249. ). Poleg tega mu pripisujejo še eno izgubljeno delo, ki povzema principe Dvaite. Nyaya Sudha, ki je komentar na delo Anu Vyakhyana, je njegovo najpomembnejše delo. Obsega do 24.000 verzov in razpravlja ter kritizira različne filozofe in njihove filozofije, vse od ortodoksnih šol hinduizma, kot sta Mimamsa in Nyaya, do heterodoksnih šol, kot sta na primer budizem in džainizem, ki se zavzemajo za Dvaito (Sharma 2000, str. 330.). Poleg komentarjev je tudi avtor štirih izvirnih razprav, od katerih izstopata Pramana Paddhati in Vadavali. Pramana Paddhati je kratka monografija o epistemologiji Dvaite, ki obravnava zadevne pramane, teorijo resnice in zmote ter veljavnost znanja, medtem ko se Vadavali ukvarja z naravo resničnosti in iluzije (Sharma 2000, str. 337. ).

## Zapuščina
Jayatirtha zaseda posebno mesto v zgodovini književnosti Dvaite. Lucidnost in izmerjen slog njegovega pisanja, skupaj s svojo veliko dialektično sposobnostjo je omogočila njegovim delom, da pronicajo skozi čas. Njegovo mojstrovino Nyaya Sudha uvrščajo kot enega od vrhov indijskega teološkega dosežka" (Pereira 1976, str. 123. ). Dasgupta pripomni, da "Jayatirtha in Vyasatirtha predstavljata najvišjo dialektično spretnost v indijski misli" (Dasgupta 1991, str. viii).

## Seznam del

### Komentarji na dela Madhve
| Ime dela                            | Opis                                             |
| Gītā Tātparya Nyāyadipikā           | Komentar na delo Bhagavad Gītā Tātparya Nirnaya  |
| Gītābhāṣya Prameyadīpikā            | Komentar na delo Gītā bhaṣya                     |
| Īśa Upaniṣadbhāṣya Ṭikā             | Komentar na delo Īśa Upaniṣadbhāṣya              |
| Karmaṅirṅayaṭikā                    | Komentar na delo Karmaṅirṅaya                    |
| Kathālakṣaṇavivarana                | Komentar na delo Kathālakṣaṇa                    |
| Māyāvādakhaṇḍanaṭikā                | Komentar na delo Māyāvādakhaṇḍana                |
| Nyāya Sudhā                         | Komentar na delo Anu Vyakyana                    |
| Nyāyavivaranaṭikā                   | Komentar na delo Nyāyavivarana                   |
| Pramāṇalakṣaṇaṭikā                  | Komentar na delo Pramāṇalakṣaṇa                  |
| Prapañcamithyātvānumānakhaṇḍanaṭikā | Komentar na delo Prapañcamithyātvānumānakhaṇḍana |
| Ṛgbhāṣya Ṭikā                       | Komentar na delo Ṛgbhāṣya                        |
| Ṣaṭpraṣna Upaniṣadbhāṣya Ṭikā       | Komentar na delo Ṣaṭpraṣna Upaniṣadbhāṣya        |
| Tattvaprakāśikā                     | Komentar na delo Brahma Sutra Bhāṣya             |
| Tattvasaṁkhyānaṭikā                 | Komentar na delo STattvasaṁkhyā                  |
| Tattvavivekaṭikā                    | Komentar na delo Tattvaviveka                    |
| Tattvoddyotaṭikā                    | Komentar na delo Tattvoddyota                    |
| Upādhikhaṅḍanaṭikā                  | Komentar na delo Upādhikhaṅḍana                  |
| Viṣṇutattvanirṇayaṭikā              | Komentar na delo Viṣṇutattvanirṇaya              |

### Samostojna dela
| Ime dela           | Opis                                                                              |
| Adhyātma Tarangiṇī | Izgubljeno delo, ki povzema načela Dvaite                                         |
| Padyamālā          | Kratka razprava o vidikih čaščenja omenjenih v Madhvacharyevi Tantrasārasamgraha. |
| Pramāṇapaddhatī    | Delo o epistemološkoh vidikih Dvaite                                              |
| Śatāparādhastotra  | Kratka himna za očiščenje grehov                                                  |
| Vādāvalī           | Overjanje Advaitskega koncepta iluzornosti sveta                                  |

### Dela prevedena v slovenščino
Nobeno delo ni prevedeno v slovenščino.